# 列強對中國的軍火禁運
列強對中國的軍火禁運是在美國倡議下，英、西、葡、巴西、法、日等國協議，基於中國內戰狀態，禁止軍火外銷到中國。此協議從1919年5月5日起到1929年4月26日止，限制了簽約國對中國的軍火外銷，但因蘇、德兩國拒不參加，影響禁運效果。國民革命軍北伐後中國統一，列強先後承認國民政府，在英國提議下廢棄此協議。

## 影響
第一次世界大戰期間，日本成為中國進口軍火的最大來源。在日本加入禁運後，蘇聯成為對華提供軍火的主要來源，聯俄容共的國民黨從蘇聯獲得了大量的軍火，使國民革命軍在北伐時常有火力優勢。
1. ↑  .  II. Washington: United States Government Printing Office. 1943  [2024-01-31]. （原始内容存档于2024-01-31） –Office of the Historian.
2. 1 2  . api.parliament.uk.   [2024-01-31]. （原始内容存档于2024-01-31）.
3. ↑  . 中央研究院近代史研究所.   [2024-01-31]. （原始内容存档于2024-02-13）.
4. ↑  .   [2024-01-31]. （原始内容存档于2007-09-23）.
5. ↑  陳存恭. . 中央研究院近代史研究所. 1983年1月1日: 241-242  [2024年1月31日]. ISBN 957-671-740-X. （原始内容存档于2024年1月31日）.